# Wendlandrundweg

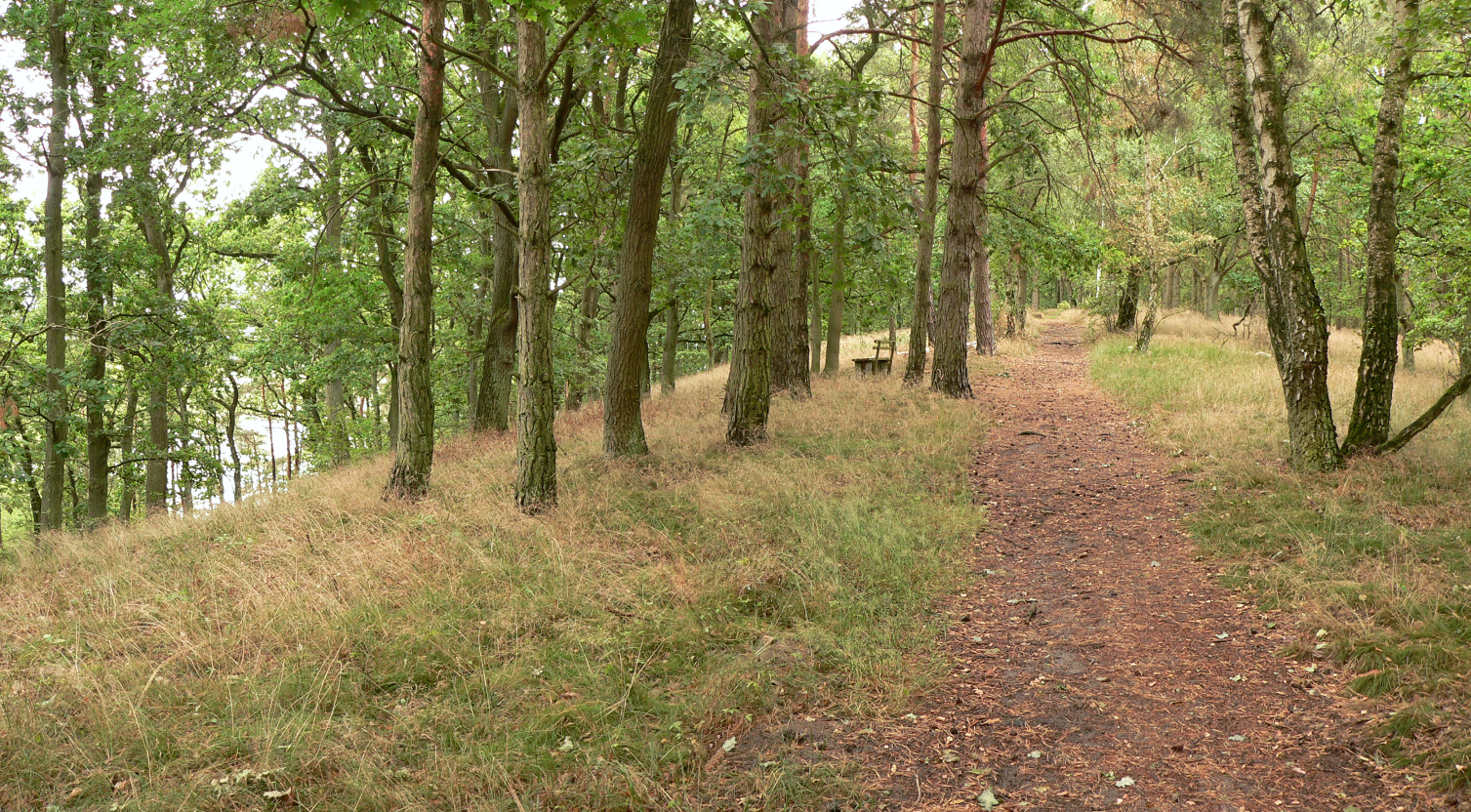
Elbhöhenweg im Höhbeck am Steilhang zur Elbe

Der Wendlandrundweg ist ein Wanderweg durch das niedersächsische Wendland. Der 70 km lange Wendland-Querweg, ein Teil des Wendlandrundweges, ist 2007 vom Deutschen Wanderverband als Qualitätsweg Wanderbares Deutschland prämiert worden, verlor aber nach der Überprüfung 2010 diesen Status wieder.
Der Wanderweg besteht aus dem:
- Wendlandrundweg über 184 km mit den 3 Teilabschnitten:
  - Drawehn-Höhenweg über 70 km zwischen Hitzacker und Clenze
  - Wendland-Querweg über 70 km zwischen Schnackenburg und Clenze
  - Elbhöhenweg über 52 km entlang der Elbe zwischen Hitzacker und Schnackenburg